# حزقيال كارلوس أندرسون
حزقيال كارلوس أندرسون (بالإسبانية: Juan Carlos Anderson)‏ هو عداء سريع أرجنتيني، (ولد في بوينس آيرس في الأرجنتين 1913 – 2005 م).

## وصلات خارجية
- حزقيال كارلوس أندرسون على موقع أوليمبيديا (الإنجليزية)